# جيمس كلابرتون
جيمس كلابرتون (بالإنجليزية: James Clapperton)‏ هو عازف بيانو وملحن بريطاني، ولد في 1968 في أبردين في المملكة المتحدة.

## وصلات خارجية
- جيمس كلابرتون على موقع ميوزك برينز (الإنجليزية)
- جيمس كلابرتون على موقع ديسكوغز (الإنجليزية)